# Claire Bricogne

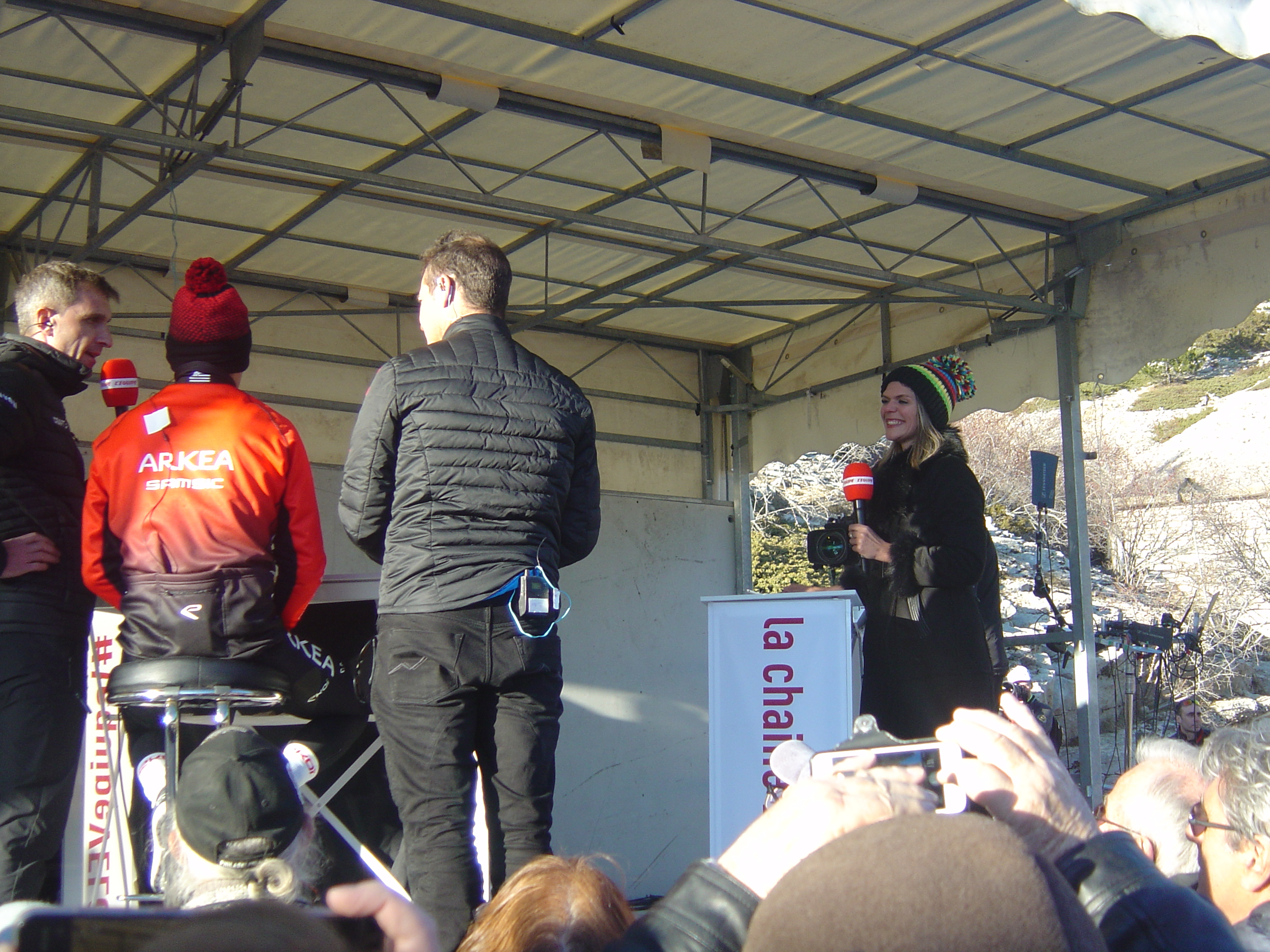
Claire Bricogne (à droite)

Claire Bricogne est une journaliste sportive française née le 10 mars 1987 et originaire de Margny-aux-Cerises, dans l'Oise.
Elle a été la première femme à commenter le Tour de France en 2015. 
Elle travaille actuellement pour L'Équipe dans le domaine du cyclisme, que ce soit en tant que consultante, présentatrice ou intervieweuse.

## Biographie
Après un baccalauréat littéraire et une licence de lettre agrémentée en troisième année d'une spécialisation en média et communication, Claire Bricogne rejoint Le Courrier picard en tant que correspondante, puis elle reprend ses études, rejoignant en 2010 l'IEJ de Paris pour se former à la presse orale. Cette formation lui permet d'entrer de plain-pied dans le journalisme sportif. Elle apparaît à l'antenne pour la première fois en 2014.
En 2015, elle commente le Tour de France en différé avec Patrick Lafayette et devient alors la première femme à commenter le Tour, ce qui s'inscrit dans le mouvement de féminisation du cyclisme des années 2010. Eurosport souhaitait alors se démarquer de France Télévisions, et Alexandre Pasteur (qui travaillait à l'époque chez Eurosport) et Guillaume Di Grazia échafaudent l'idée de proposer à une femme de commenter le Tour de France. Le duo commente la course dans les studios d'Eurosport à Issy-les-Moulineaux en direct, mais la diffusion a lieu avec quelques heures de différé.
L'Isarienne commente actuellement de nombreuses courses cyclistes tout au long de l'année pour la chaîne de télévision L'Équipe, aux côtés de Cyrille Guimard, Patrick Chassé, Cédric Pineau ou encore Christophe Riblon.
Claire Bricogne est la marraine de l'association Média Pitchounes, qui réunit des jeunes autour de projets journalistiques sportifs.

## Publications

### Ouvrages
- Claire Bricogne, Le Grand Livre du cyclisme français. Les meilleurs moments de l'année 2021, Saint-Malo, éditions Cristel, novembre 2021.